# Shin’ya Kawashima
Shin’ya Kawashima (jap. 川島 眞也, Kawashima Shin’ya; * 22. Juli 1978 in der Präfektur Shizuoka) ist ein ehemaliger japanischer Fußballspieler.

## Karriere
Kawashima erlernte das Fußballspielen in der Schulmannschaft der Shimizu Commercial High School. Seinen ersten Vertrag unterschrieb er 1997 bei den Sanfrecce Hiroshima. Der Verein spielte in der höchsten Liga des Landes, der J1 League. 1999 erreichte er das Finale des Kaiserpokal. Für den Verein absolvierte er 34 Erstligaspiele. Im Juli 2001 wurde er an den Ligakonkurrenten Urawa Reds ausgeliehen. 2002 kehrte er zu Sanfrecce Hiroshima zurück. Im September 2002 wechselte er zum Zweitligisten Avispa Fukuoka. 2005 wurde er mit dem Verein Vizemeister der J2 League und stieg in die J1 League auf. Am Ende der Saison 2006 stieg der Verein wieder in die J2 League ab. Für den Verein absolvierte er 128 Spiele. 2008 wechselte er zum Ligakonkurrenten FC Gifu. Für den Verein absolvierte er 77 Spiele. Ende 2012 beendete er seine Karriere als Fußballspieler.

## Erfolge
Sanfrecce Hiroshima
- Kaiserpokal

Finalist: 1999